# Oļegs Karavajevs
Oļegs Karavajevs (en russe : Олег Караваев), né le 13 février 1961 en Lettonie et mort le 6 octobre 2020, est un footballeur international letton, qui évoluait au poste de gardien de but.

## Biographie

### Carrière de joueur
Oļegs Karavajevs dispute quatre matchs en Ligue des champions, et deux matchs en Coupe UEFA avec le club du Skonto Riga.

### Carrière internationale
Oļegs Karavajevs compte 38 sélections avec l'équipe de Lettonie entre 1992 et 1999. 
Il est convoqué pour la première fois par le sélectionneur national Jānis Gilis pour un match des éliminatoires de la Coupe du monde 1994 contre la Lituanie le 12 août 1992 (défaite 2-1). Il reçoit sa dernière sélection le 28 avril 1999 contre l'Albanie (0-0).

## Palmarès
- Avec le Carl Zeiss Iéna
  - Champion d'Allemagne de troisième division en 1995

- Avec le Skonto Riga
  - Champion de Lettonie en 1998
  - Vainqueur de la Coupe de Lettonie en 1998

- Avec le FK Riga
  - Vainqueur de la Coupe de Lettonie en 1999